# Di grine kuzine
Di grine kuzine, je nach Transkription auch Di grine kusine, Die Greene Kosine oder ähnlich, jiddisch די גרינע קוזינע, ist ein jiddisches Lied im Stil des Klezmer, das von einer jungen jüdischen Einwandererin in New York City Anfang des 20. Jahrhunderts handelt und in den 1920er Jahren das möglicherweise beliebteste Lied unter den jüdischen Einwohnern an der Ostküste der Vereinigten Staaten war. Die Melodie geht wahrscheinlich auf Abe Schwartz und der Text auf Jacob Leiserowitz oder Chaim Prizant zurück. Das Lied ist seit einer Theateraufführung in New York im Jahre 1917 belegt.

## Geschichte
Obwohl das Lied Di grine Kusine Anfang des 20. Jahrhunderts unter den jüdischen Einwanderern der Vereinigten Staaten wie ein Volkslied außerordentlich bekannt und beliebt war, sind die ursprünglichen Autoren der Melodie und des Textes nicht sicher bekannt. In unterschiedlichen Veröffentlichungen der Noten und bei Tonträgern werden als Autor der Melodie Abe Schwartz oder Jacob Leiserowitz, als Autor des Textes Hyman Prizant alias Chaim Prizant oder Jacob Leiserowitz angegeben. Die erste heute bekannte Veröffentlichung des Liedes erfolgte 1917 in einer Zeitung in New York als Theaterlied, wo es im Grand Theater aufgeführt wurde. Offensichtlich wurde diese Aufführung zu einem sehr großen Erfolg und zog zahlreiche neue Interpretationen des Liedes nach sich.

## Inhalt des Liedtextes
Das Lied Di grine Kusine handelt von einer jüdischen Einwanderin, die als fröhliche junge Frau in die Vereinigten Staaten kommt und am Einwandererelend zerbricht. Mit der Bezeichnung „grüne Cousine“ ist eine noch unerfahrene, gerade erst in den USA angekommene Cousine des lyrischen Ichs gemeint. In den ersten beiden Strophen wird ihre Schönheit in bunten Farben und Vergleichen mit der Natur besungen, und die dritte Strophe beschreibt ihren fröhlichen Charakter. Diese Beschreibungen sind im Perfekt wiedergegeben, das im Jiddischen Handlungen in der Vergangenheit ausdrückt (es gibt kein Präteritum).
Die darauf folgenden Strophen unterscheiden sich je nach Version des Liedes, doch gibt es in der bekanntesten Version noch zwei Strophen: Die vierte Strophe beschreibt, wie die Frau wochenlang harte Lohnarbeit leistet und so ein Wrack aus ihr wird. In der fünften Strophe beschreibt der Autor als lyrisches Ich, wie er ihr heute begegnet: Sie ist nicht mehr fröhlich, sondern seufzt, und ihr Gesichtsausdruck zeigt: Sie wünscht sich, dass Amerika (das Land des Kolumbus, „Kolumbuses Medine“) in Flammen aufgeht. In dieser Version sind ältere, positive Formeln über Amerika, die „goldene Medine“ (das goldene Land), angesichts der Desillusionierung durch die bittere Realität ins Negative verkehrt worden. Es gibt in anderen Versionen des Liedes noch eine Strophe, in der das lyrische Ich seiner Cousine den Job im Geschäft bei den Nachbarn vermittelt und sie aus Freude die „goldene Medine“ Amerika hoch leben lässt. Zudem gibt es eine Strophe (die vorletzte), die beschreibt, wie die Schönheit der zunehmend verbitterten Cousine allmählich vergeht.

## Verbreitung im deutschsprachigen Raum
Das Lied war außerhalb der USA und so auch im deutschsprachigen Raum lange Zeit völlig unbekannt. Dies änderte sich, als das deutsche Folklore-Duo Zupfgeigenhansel das Lied in sein Repertoire aufnahm und 1979 die LP Jiddische Lieder – ’ch hob gehert sogn herausbrachte, die mit dem Lied Di grine kusine beginnt. Später wurde das Lied auch von anderen deutschen Musikgruppen interpretiert, so etwa von Tangoyim. Eine Berliner Band benannte sich schließlich selbst nach dem Titel dieses Liedes, Di Grine Kuzine.

## Text und Melodie der bekanntesten Version
In seiner bekanntesten Fassung umfasst das Lied fünf Strophen mit jeweils vier Versen:
| 1. Es iz tsu mir gekúmen a kuzíne, sheyn vi gold iz zi gevén di grine. békelekh vi royte pomerántsn, físelekh vos betn zikh tsu tantsn.  | 1. עס איז צו מיר געקומען א קוזינע, שיין ווי גאלד איז זי געווען די גרינע. בעקעלאך ווי רויטע פאמעראנצן, פיסעלאך וואס בעטן זיך צו טאנצן.     | 1. Zu mir kam eine Cousine, schön wie Gold war sie, die Grüne [Unerfahrene]. Wängelein wie rote Orangen, Füßlein, die sich zum Tanzen anbieten.                         |
| 2. Hérelekh vi zaydn veb gelókte, tséyndelekh vi pérelekh getókte. éygelekh vi himl bloy in fríling, lípelekh vi kárshelekh a tsvíling.  | 2. הערעלאך ווי זיידן וועב געלאקטע, ציינדלאך ווי פערעלאך געטאקטע. אויגעלאך ווי הימל בלוי אין פרילינג, ליפעלאך ווי קארשאלאך א צווילינג.     | 2. Haare gelockt wie seidenes Gewebe, Zähnlein wie gedrehte Perlen. Äugelein wie der blaue Himmel im Frühling, Lippelein wie Kirschen zu zweien.                        |
| 3. Nit gegángen iz zi nor geshprúngen, nit gerédt hot zi nur gezúngen. lébedik un fréylekh yéde míne, ot azóy gevén iz mayn kuzíne.      | 3. ניט געגאנגען איז זי נאר געשפרונגען, ניט גערעדט האט זי נאר געזונגן. לעבעדיק און פריילאך יעדע מינע, אט אזא געווען איז מיין קוזינע.       | 3. Sie ging nicht, sondern sprang nur, sie redete nicht, sondern sang nur. Lebendig und fröhlich immer ihr Gesichtsausdruck, so war meine Cousine.                      |
| 4. Un azóy aríber tséner yorn, fun mayn kuzíne iz a tel gevórn. péydez hot zi vókhenlang geklíbn, biz fun ir iz górnisht mer geblíbn.    | 4. און אזוי אריבער צענער יארן, פון מיין קוזינע איז א טעל געווארן. פיידעס האט זי וואכן לאנג געקליבן, ביז פון איר איז גארנישט נישט געבליבן. | 4. Und so wurde über die Jahre aus meiner Cousine ein Wrack. Wochenlang leistete sie Lohnarbeit [paid-es], bis von ihr nichts mehr übrig war.                           |
| 5. Haynt az ikh bagégn mayn kuzíne, un ikh freg ir s‘mákhstu épes grine? Zifst zi op un kh‘léyn in ir míne, brénen zol kolúmbus' medíne! | 5. היינט אז איך באגעגן מיין קוזינע, און איך פרעג איר ס'מאכסטו עפעס גרינע. זיפסט זי אפ און איך ליין איר מינע, ברענען זאל קולאמבאס' מדינה!  | 5. Wenn ich heute meiner Cousine begegne und ich sie frage, was machst du, Grüne, seufzt sie auf, und ich entnehme ihrem Gesichtsausdruck: Brennen soll Kolumbus' Land! |

Die Melodie lautet: